# Arik Brauer
Arik Brauer, en hebreo:  אריק בראואר, pseudónimo de Erich Brauer (Viena, 4 de enero de 1929-Ibidem, 24 de enero de 2021) fue un arquitecto y artista austríaco.

## Trayectoria
De origen judío-lituano, desarrolló su recorrido artístico en varias disciplinas (pintura, danza, poesía, canción…) 
Tras la Segunda Guerra Mundial, se formó con artistas como Albert Paris Gütersloh.
Junto con Ernst Fuchs, Rudolf Hausner, Wolfgang Hutter, Anton Lehmden y Fritz Janschka, todos ellos alumnos de Albert Paris Gütersloh en la Academia de Bellas Artes de Viena, fue uno de los fundadores de la Wiener Schule des Phantastischen Realismus (Escuela Vienesa de Realismo Fantástico) fundada en Viena en 1946.
Al final de su vida, dividía su tiempo entre Austria y Ein Hod.
Era padre de la cantante de jazz Timna Brauer.